# Base Aérea de Spangdahlem
La Base Aérea de Spangdahlem, situada en Tréveris, Alemania, es una base aérea construida en 1950 y operada por las Fuerzas aéreas de los  Estados Unidos desde el 1 de septiembre de 1952.
Spangdahlem es la sede de la quincuagésima segunda ala de combate, que mantiene, desarrolla y emplea aeronaves F-16, A-10 Thunderbolt II y sistemas de radar TPS-75, que sirven de apoyo a la OTAN en sus directrices de defensa nacional. El comandante de la base es Christopher P. Weggeman.
La base aérea alemana lleva teniendo presencia militar estadounidense desde hace más de cinco décadas. Con la creación de la OTAN en respuesta a las tensiones generadas por la Guerra Fría en Europa, la USAF instaló unidades militares al oeste del río Rin una mejora de las defensas aéreas en caso de ataque. Acabada la Segunda Guerra Mundial, la base estaba en el territorio alemán administrado por Francia, quien accedió a ceder la base como parte de los planes expansionistas de la OTAN. La base fue construida entre 1951 y 1953 con un costo de 27 millones de dólares por contratistas alemanes y franceses bajo la supervisión del gobierno francés. La presencia militar estadounidense comenzó el 1 de septiembre de 1952.

## Unidades
Spangdahlem es la sede de la quincuagésima segunda ala de combate, que mantiene, despliega y emplea una amplia variedad de aeronaves entre las que se encuentran Lockheed Martin F-16 Fighting Falcon o Fairchild-Republic A-10 Thunderbolt II. También cuenta con 75 sistemas de radar AN/TPS-75 en apoyo a las operaciones y logística de la OTAN y directrices nacionales de defensa de los Estados Unidos. El comandante actual de esta fuerza de combate es el coronel David J. Julazadeh. En total, 4800 militares estadounidenses, 840 alemanes y 200 contratistas de Estados Unidos trabajan en la base.
La base también se utiliza en funciones de logística y como puente aéreo. Con el cierre de la base aérea de Rhein-Main en 2005, la base de Spangdahlem asumió el 30% de las antiguas funciones de Rhein-Main. En noviembre de 2005, el primer avión de transporte pesado C-17 Globemaster III llegó a Spangdahlem.

## Galería de imágenes

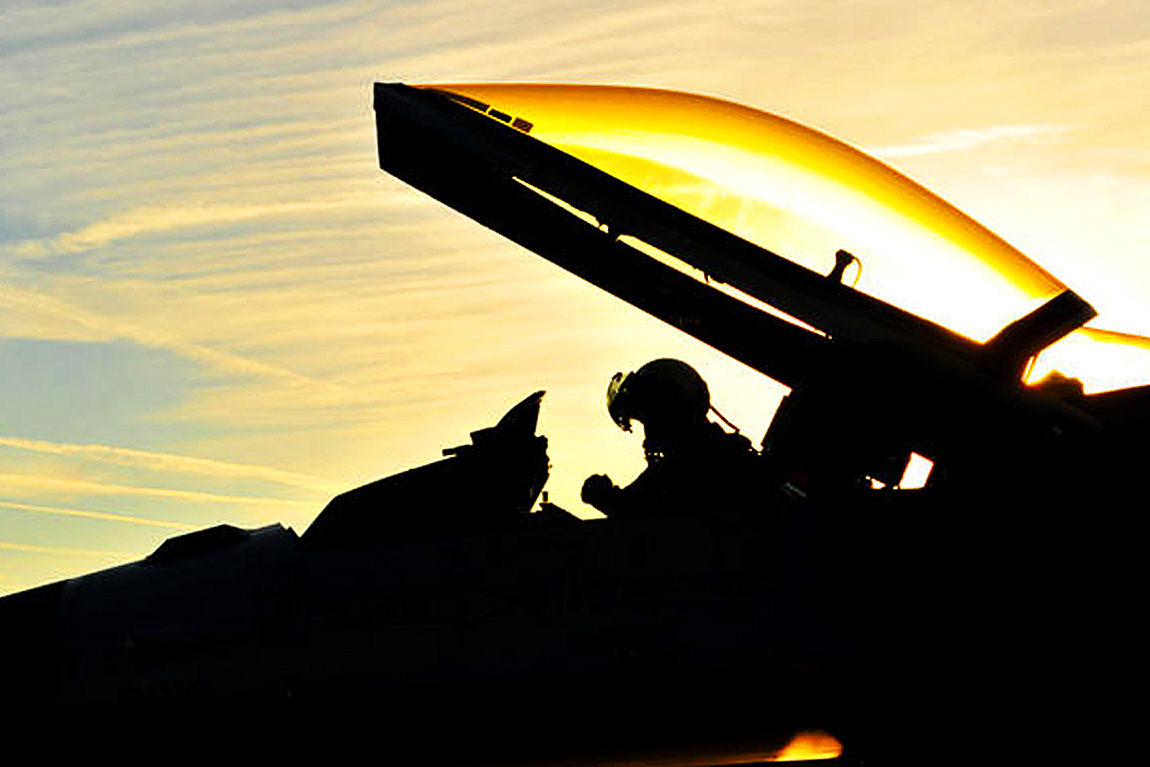
Un piloto haciendo comprobaciones previas al despegue en un F-16 en agosto de 2012
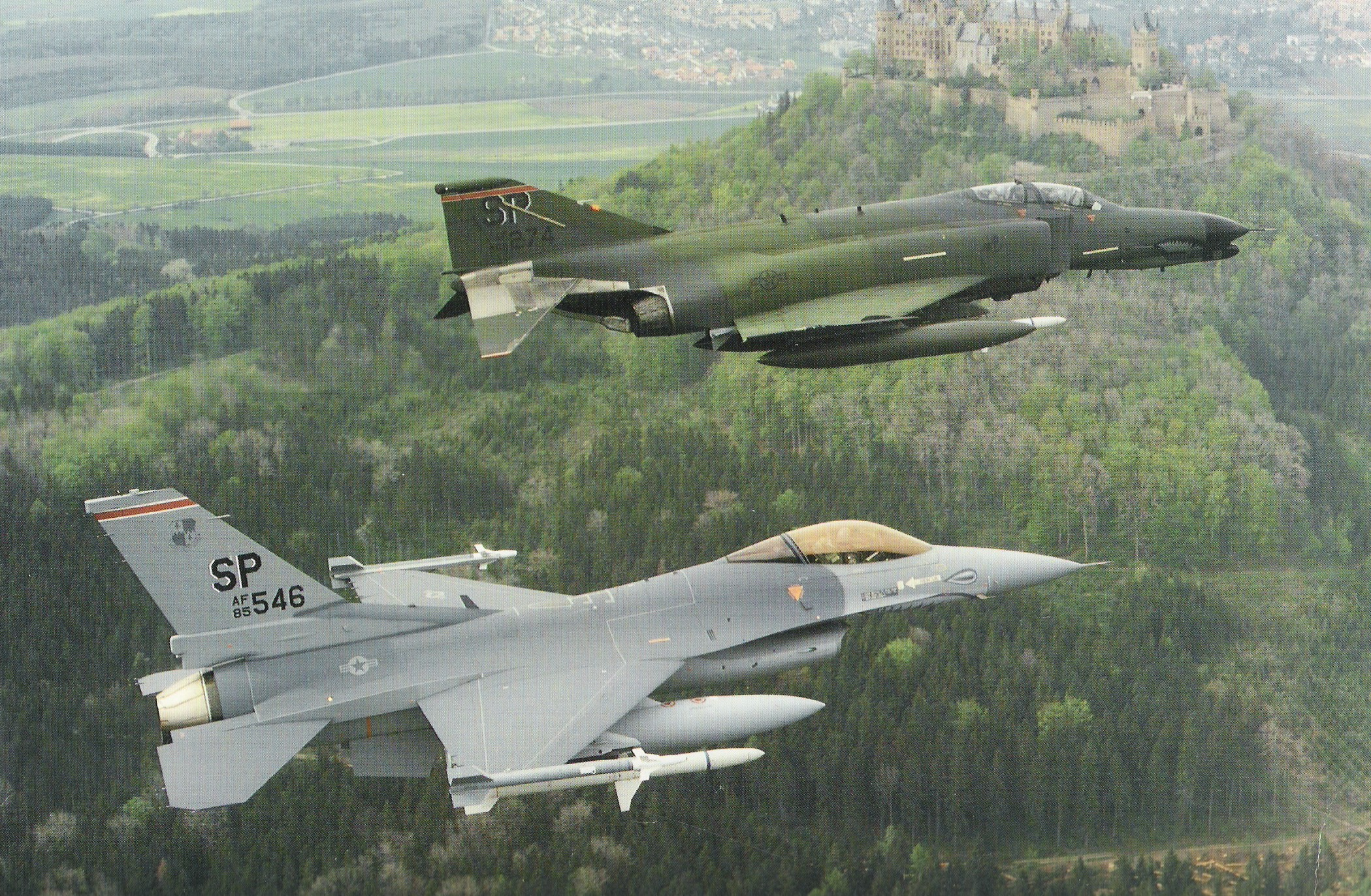
Un F-16 y un F-4 pertenecientes a la 52º Fighter Wing junto al Castillo de Hohenzollern
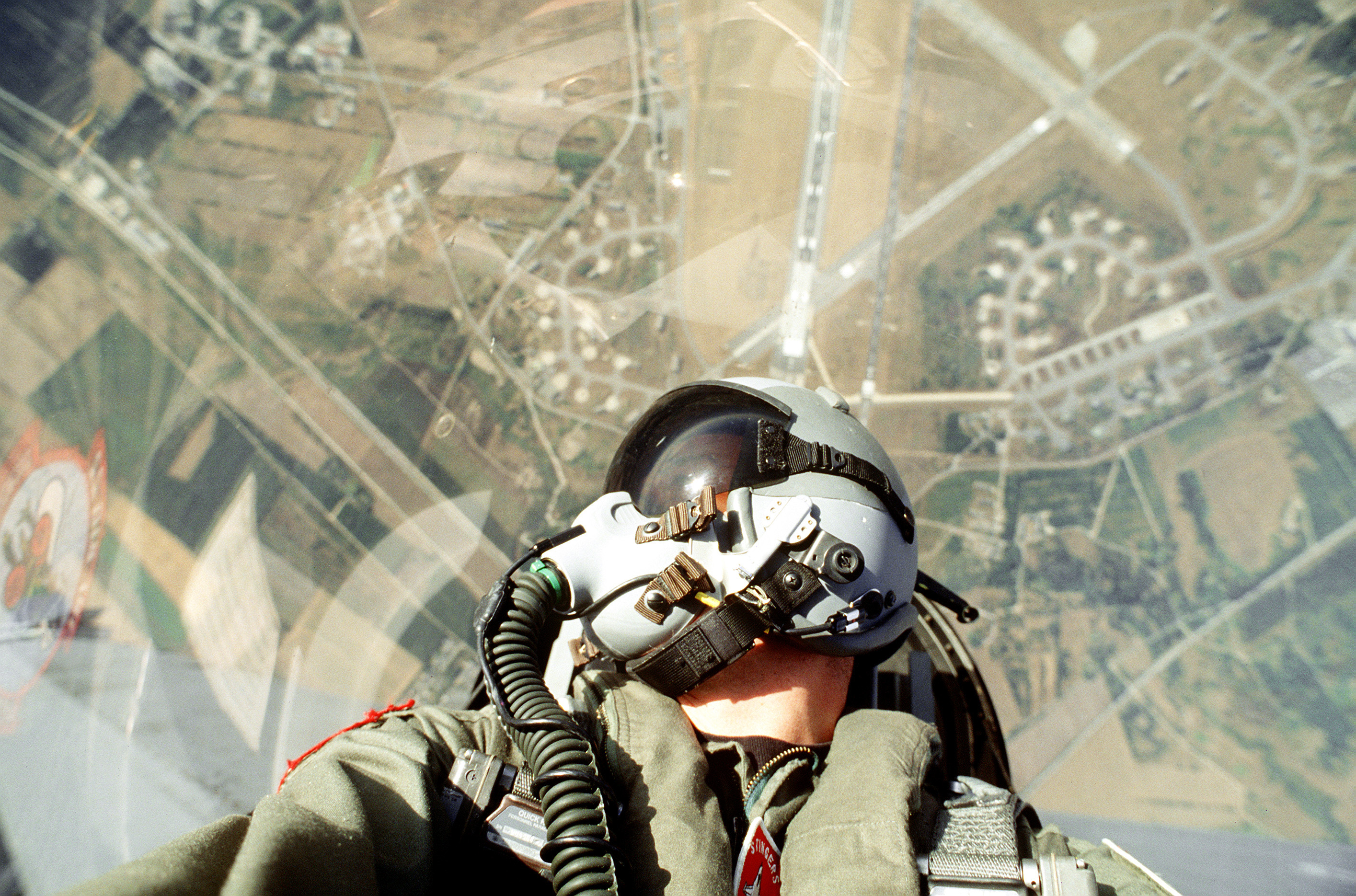
Un piloto realiza maniobras con su aeronave sobre la base (1995)
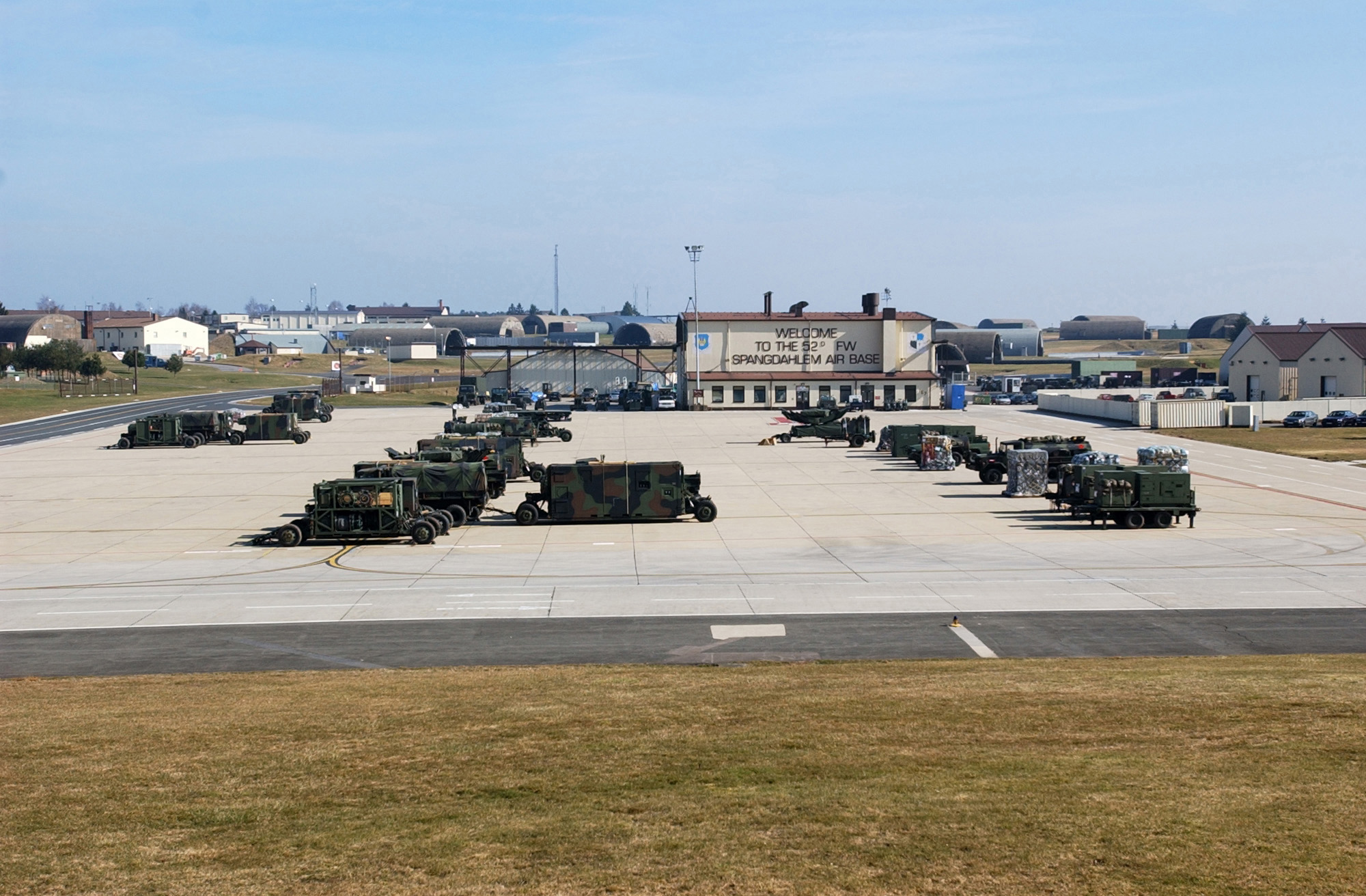
Equipos de comunicaciones desplegados en la base (2003)
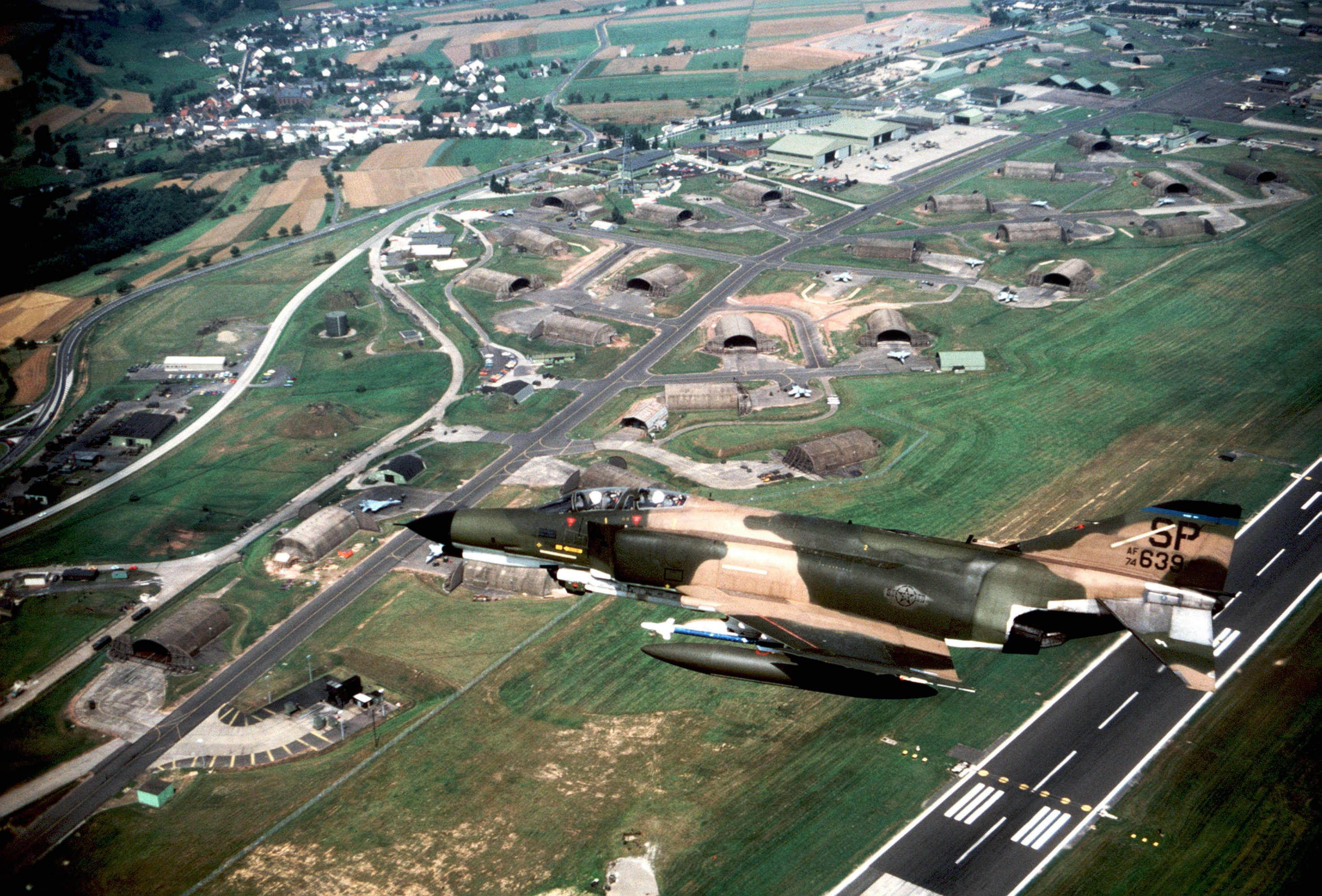
Vista de la base y un F-4 en 1983